# ピーテル・ファン・アッシュ
ピーテル・ヤンスゾーン・ファン・アッシュ（Pieter Jansz. van Asch、1603年 - 1678年）はオランダ黄金時代の画家、版画の下絵師の一人である。風景画を描いた。

## 略歴
デルフトであまり知られていない肖像画家、ヤン・ファン・アッシュ(Jan van Asch)の息子に生まれた 。1623年にデルフトの聖ルカ組合に加入した。風景画の小品を得意としたが、17世紀末に画家たちの伝記を残したアルノルト・ホウブラーケンによれば両親の世話をしなければならなかったので、あまり多くの作品を残さなかったとされる。画家、版画家のヤン・フェルコリエ(Jan Verkolje)と親しく、フェルコリエはファン・アッシュの肖像を版画で制作している。現在はプリンセンホフ市立博物館(Museum Het Prinsenhof)になっているデルフトの市庁舎の装飾画(schoorsteenstuk)を描いて報酬を得た記録がある。
ファン・アッシュの風景画のスタイルはピーテル・デ・ブロートやヤン・ボト、ヨアヒム・カンプホイセン(Joachim Camphuysen)、アントニー・ファン・デル・クロース(Anthonie van der Croos)、ヤン・ファン・ホーイェンといった風景画家から影響を受けている。
1678年5月にデルフトで没した。7月6日にデルフトの旧教会(Oude Kerk)で葬儀が行われた。
ヨハネス・フェルメールが1672年頃描いた『ギターを弾く女』（it:Suonatrice di chitarra）の背景の壁には、ファン・アッシュの風景画が描かれている。
ロッテルダムのオーフェルスヒー(Overschie)の絵を1675年に残していたので、1935年に当時独立した自治体であったオーフェルスヒーの市長らは通りにピーテル・ファン・アッシュ通りの名前を付け、長年その名前が使われた。